# Helfried Hagenberg
Helfried Hagenberg (* 25. Dezember 1940 in Hannover; † 23. August 2022 in Meerbusch) war ein deutscher Bildhauer, Grafikdesigner und Hochschullehrer.

## Leben und Werk
Helfried Hagenberg studierte 1961 bis 1965 an der Kunstakademie Düsseldorf und war dort Assistent von Walter Breker. Von 1966 bis 2006 lehrte er als Professor für Kommunikationsdesign an der Fachhochschule Düsseldorf (heute Hochschule Düsseldorf). Er lebte und arbeitete in Meerbusch.
1972 begann er Bücher in eine Art dreidimensionalen Scherenschnitt zu verwandeln. Er schnitt und faltete mit mathematischer Präzision und kreierte so plastische Darstellungen, die er Psaligrafische Skulptur nannte.

## Ausstellungen (Auswahl)
- 1975: Galerie Marzona, Bielefeld
- 1977: Gallery Jean & Karen Bernier, Athen
- 1977: documenta 6, Kassel
- 1978: Teheraner Museum für Zeitgenössische Kunst Teheran
- 1981: Nationalgalerie (Berlin), Berlin
- 1984, 1987, 2000: Wolfgang Wittrock, Düsseldorf
- 1989: Städtische Galerie Lüdenscheid, Lüdenscheid
- 1992: Kunstverein Bochum, Hattingen
- 2003: Museum Kunstpalast, Düsseldorf
- 2005: Krefelder Kunstverein, Krefeld
- 2010: Klingspor-Museum, Offenbach am Main

## Veröffentlichungen
- Kursbericht: Schriftplakate – Artikel im OETZ, Ausgabe 9, Seite 44–47 von 1984
- Buchskulpturen/Book sculptures Helfried Hagenberg. Ostfildern: Hatje Cantz 2012, ISBN 978-3-7757-3187-4
- Helfried Hagenberg: Schleifen und Knoten, 2000